# Fisch zu viert
Fisch zu viert mit dem Untertitel Ein Kriminalstück älterer Art  ist ein 1970 geschaffener Film des Deutschen Fernsehfunks von Kurt Jung-Alsen nach dem gleichnamigen Hörspiel von Wolfgang Kohlhaase und Rita Zimmer aus dem 1968.

## Handlung
Ein Moritatensänger gibt eine Einführung in die Geschichte, die sich im Jahr 1838 in einem Sommerhaus bei Neuruppin ereignet haben soll. Er beginnt mit den Worten: „Drei Schwestern reisten in die Ferien, man sah die Gänseblümchen blühn. Drei Schwestern hatten einen Diener, der sie bediente manches Jahr und doch am Ende seiner Tage ein armer Hund geblieben war.“
Wie seit sehr vielen Jahren fährt der Diener Rudolf Mossdenger mit den drei Schwestern Heckendorf in dieses Haus, um ihnen in vielen Angelegenheiten zu Dienste zu stehen. Zu seiner Überraschung soll er diesmal sogar noch den Küchendienst übernehmen, da die bestellte Köchin erst in zwei Wochen eintreffen wird. Das, gibt er zu bedenken, wird ihm zu viel Arbeit werden, da er bereits das zweite Jahr unter starkem Husten leidet und das auch im Sommer. Doch die bestimmende Schwester Charlotte lässt seine Einwände nicht gelten, legt aber fest, dass es keine Besonderheiten zu essen geben soll, sondern nur gesunde Nahrung wie Obst, Gemüse und Fisch. Die Erwähnung von Fisch erregt Rudolfs Widerstand, denn er verträgt keinen Fisch. Der Rest des ersten Tages vergeht mit Festlegungen und Wünschen der Damen, für die der Diener als Dank einen Likör zu trinken bekommt, den er nicht ablehnt.
Nachdem die Schwestern, welche die Haupterbinnen der Heckendorf-Brauereien sind, in ihre Zimmer gegangen sind, tritt Rudolf bei Clementine ein, ohne anzuklopfen. Obwohl sich beide bisher siezten, sind sie jetzt, wo sie allein sind, plötzlich beim Du. Gemeinsam schwelgen sie in Erinnerungen an die schönen vergangenen Jahre und ihre gemeinsam verbrachten Stunden. Doch Rudolf kommt schnell zum Thema und verrät Clementine, dass er auf Grund seiner angegriffenen Gesundheit kündigen will, um für eine lange Zeit auf einem Schiff um die Welt zu reisen. Dafür möchte er bitte den von ihr versprochenen Anteil an ihrem Erbteil ausgezahlt bekommen, damit er diese Fahrt finanzieren kann. Doch Clementine macht ihm klar, dass sie ihm das Geld nicht geben kann, da es in den Papieren der Brauerei fest angelegt ist. Jetzt droht Rudolf, den beiden anderen Schwestern von der jahrelangen Beziehung zu erzählen. Diese Geschichte wiederholt sich auch bei Charlotte und Cäcilie, da der Diener auch diesen Damen über die vielen Jahre zur Verfügung stand. Nur wusste keine etwas von den jeweils anderen Beziehungen und das will Rudolf bekannt machen, denn auch die anderen beiden sind nicht bereit, ihm die ebenfalls versprochenen Gelder auszuzahlen.
Da Rudolf vor vielen Jahren ein Lied komponierte und textete und dieses jeweils nur für die einzelne Schwester getan haben will, werden sie jetzt stutzig, als sie am nächsten Abend feststellen müssen, dass die anderen dieses Lied auch kennen. Langsam kommt der Gedanke in jeder von ihnen hoch, ihren Diener aus dem Weg zu räumen und so erkundigt sich Charlotte bei Rudolf, ob in dem kleinen Medizinschränkchen noch die Flasche mit dem Arsen steht. Als der die Frage verneint, bekommt er den Auftrag, bei seiner nächsten Fahrt nach Neuruppin, wegen der Ratten im Keller, eine neue mitzubringen. Nachdem diese eingetroffen ist, werden die drei Schwestern, unabhängig voneinander, den Inhalt dieser Flasche in die Likörflasche schütten, die nur für Rudolf vorgesehen ist.
Am nächsten Tag unterhalten sich die Damen über den von Rudolf hervorragend zubereiteten Fisch und loben besonders die Idee, zwei Hechte ineinander anzurichten. Der hinzu gerufene Diener nimmt das Lob entgegen und spielt am Klavier ein Lied, welches die Schwestern sofort erkennen. Es ist der Walzer, von dem jede denkt, dass er jeweils nur für sie selbst geschrieben wurde. Rudolf deckt nun die Zusammenhänge auf und die drei sind sehr entsetzt, dass er ihnen allen zur Verfügung stand. Und er geht weiter in seiner Offenheit, denn er verrät ihnen jetzt, dass der innere von den beiden Fischen bereits verdorben war und sie den Tag nicht überleben werden. Die Schwestern erwidern, dass der Likör, den er gerade getrunken hat, mit Arsen vergiftet wurde. Jedoch hatte Rudolf so etwas geahnt und vorher das Fläschchen im Medizinschrank mit Puderzucker gefüllt. Deshalb nahm er zur Bestätigung seiner Sicherheit noch einen Schluck Likör zu sich. Da meldete sich Clementine, dass bei ihrem Versuch das Arsen in den Likör zu schütten, das Fläschchen bereits leer war. Da sie aber die schöne blaue Flasche aus dem vorigen Jahr, die sie wegschmeißen sollte, aufgehoben hatte, nahm sie dieses Gift und schüttete es in die Schnapsflasche.
Der Moritatensänger singt in seinem Abgesang: „Vier Särge fuhren auf vier Wagen, das Totenglöckchen bimmelt bang, hier ging nicht Liebe durch den Magen, der Sommer hat grad angefang.“

## Produktion
Die Erstausstrahlung dieses Schwarzweißfilms erfolgte am 21. Juni 1970 im 1. Programm des Deutschen Fernsehfunks.

## Kritik
In der Kritik der Neuen Zeit schrieb Mimosa Künzel:

„Nach dramaturgisch bewährtem Schema ward die Handlung mit einer Fülle effektvoller Gags versehen; ein dankbares Betätigungsfeld für echte Komödianten. Und was sich uns da — rückgeblendet ins Jahr 1838 — erschloß war voller skurriler Einfälle und so recht als Sommerbowle geeignet. Angerichtet hatte das trotz Arsen-Beigaben leicht verdauliche Menü Kurt Jung-Alsen. Doch wie schon öfter vermochte er auch diesmal nicht, die beflügelnden Höhen künstlerischer Phantasie voll auszuschöpfen.“